# Acquedotto Tamagawa

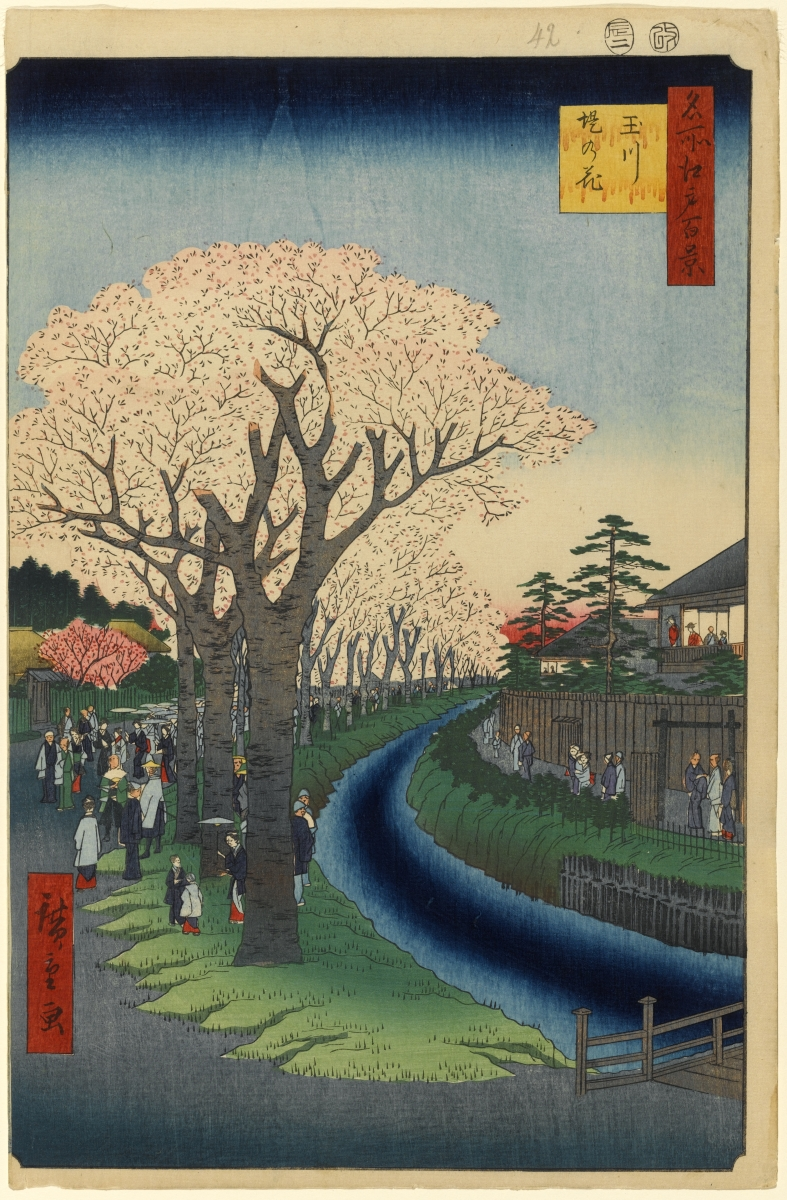
Fiori di ciliegio sull'argine del Tama in una stampa di Hiroshige

L'Acquedotto Tamagawa (玉川上水Tamagawa Jōsui) è un acquedotto giapponese lungo 43 km che porta a Tokyo l'acqua del fiume Tama. Venne costruito sotto lo shogunato Tokugawa per rifornire Edo sia di acqua potabile che di acqua per spegnere gli incendi. L'acquedotto serve, inoltre, ad irrigare i terreni coltivati lungo il percorso.

## Storia
Prima della costruzione dell'acquedotto Tamagawa, Edo era servita da un solo acquedotto, l'acquedotto Kanda, che era inufficiente a soddisfare il fabbisogno idrico della città.
L'acquedotto Tamagawa venne costruito per venire incontro agli abitanti di Kojimachi e Shibaguchi, i quali avevano chiesto il permesso di costruire un altro acquedotto che captasse le acque del Tama. Il governo erogò 7.500 ryō per la costruzione dell'opera, altri 3.000 ryō vennero raccolti con una sottoscrizione pubblica. La costruzione dell'acquedotto iniziò nell'aprile del 1653; quando l'opera fu terminata misurava 43 km, da Hamura a Yotsuya. Il tratto da Hanemura a Ōkido fu scavato entro otto mesi dall'inizio dei lavori e l'intero acquedotto venne completato in diciotto mesi. La realizzazione fu affidata ai fratelli Seiemon, che ottennero il cognome "Tamagawa" in ricordo dell'impresa. Prima della costruzione, i due fratelli erano socialmente "semplici contadini".

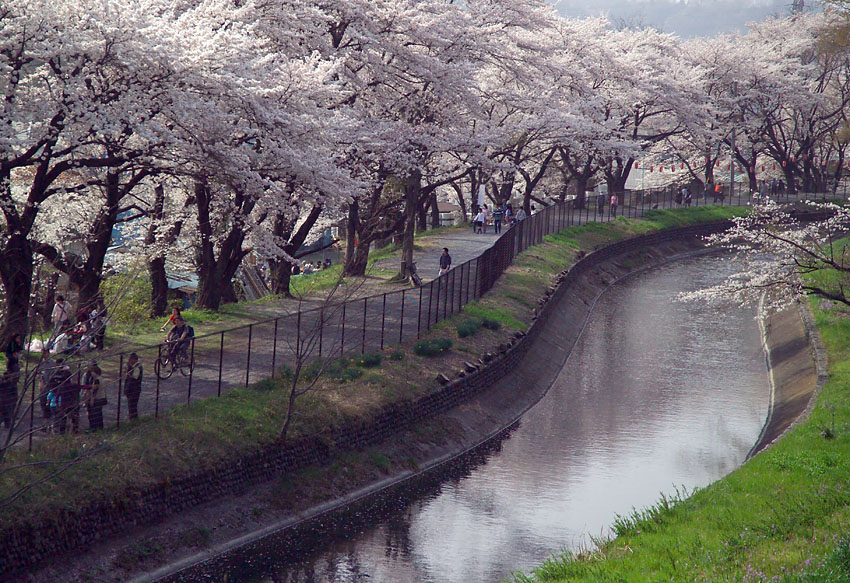
L'acquedotto a Hamura
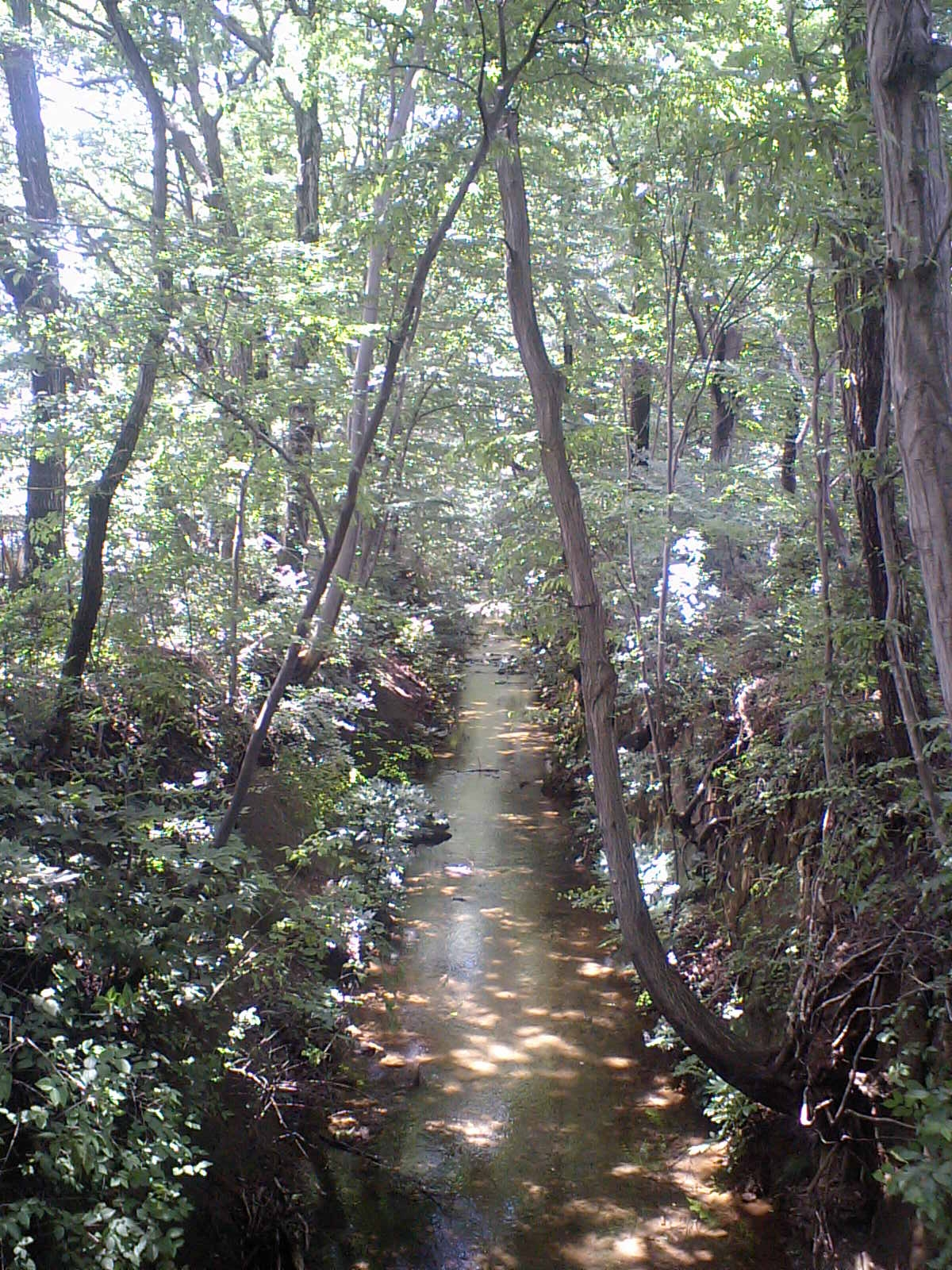
L'acquedotto a Tachikawa
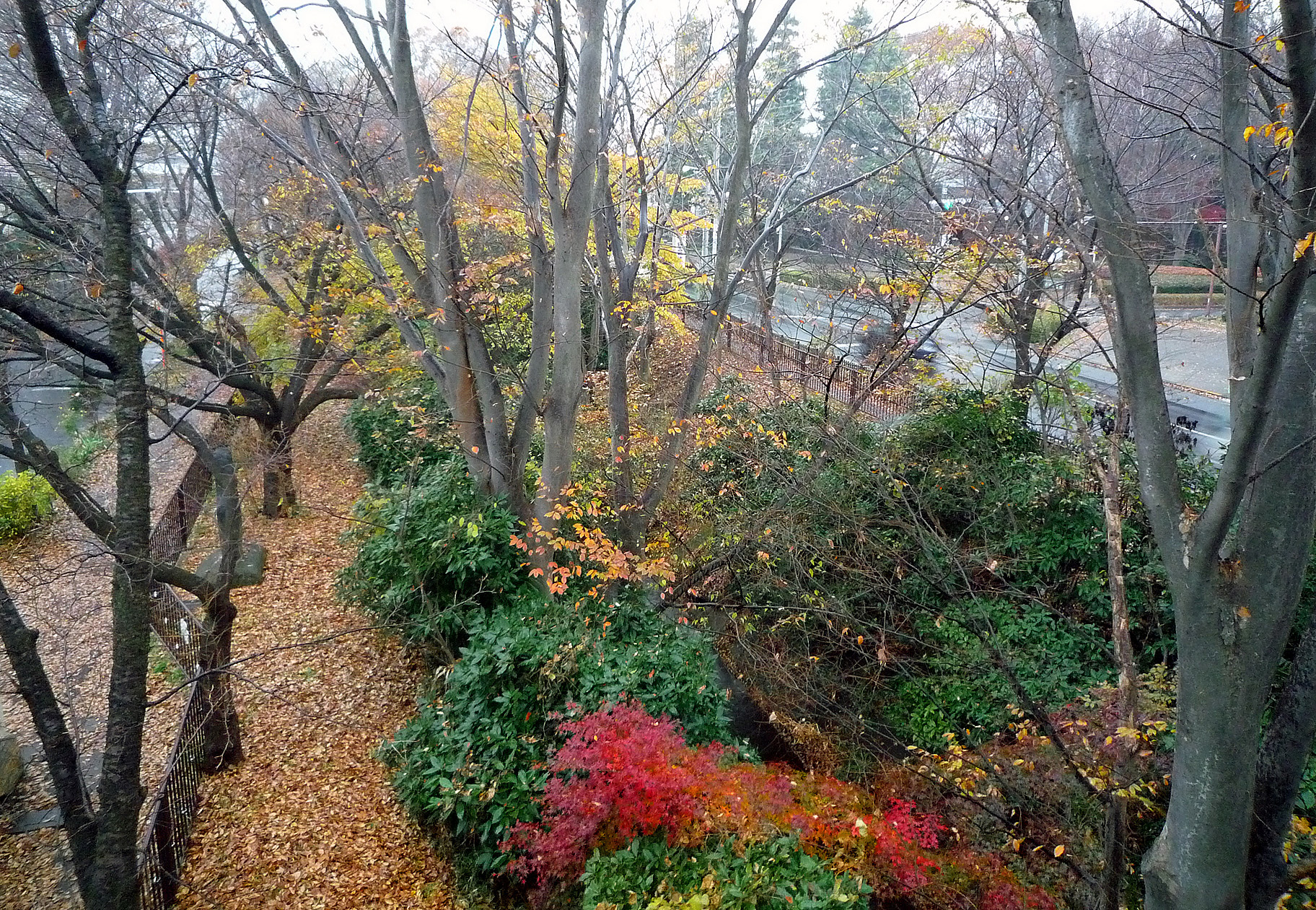
L'acquedotto a Koganei
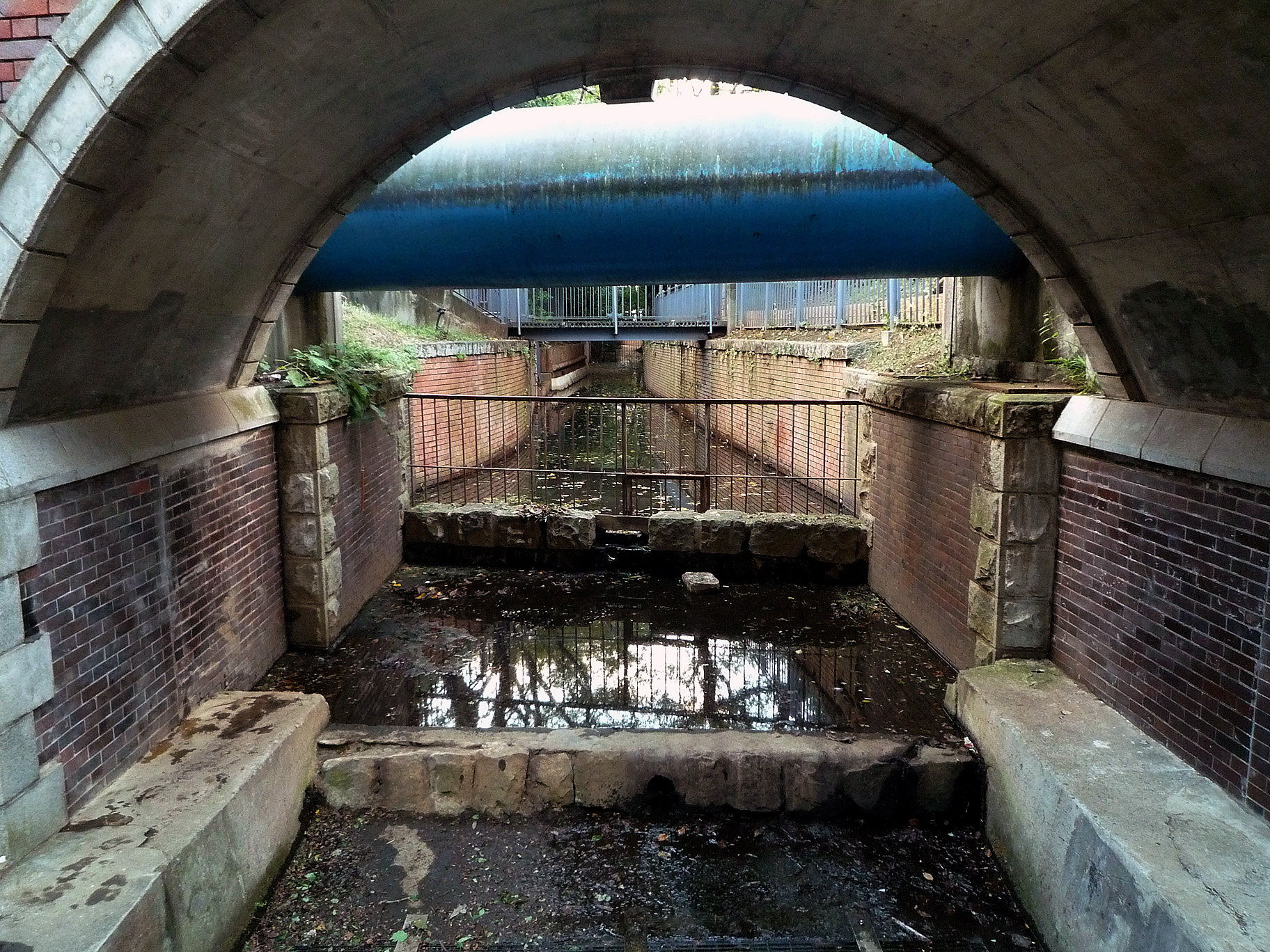
L'acquedotto presso la Stazione di Daitabashi, Setagaya